# 高耿
高耿（1394年—？），字以明，福建福州府长乐县人，明朝政治人物、進士出身。

## 生平
十一月初二日生，宣德七年，福建壬子乡试中第二名舉人。宣德八年（1433年），登癸丑科會試第三十名，三甲五十三名進士，授兵科给事中。

## 家族
曾祖高子氓。祖父高鏞。父高沉。母鄭氏。慈侍下。弟财、临。娶劉氏。